# Patrera apora
Patrera apora là một loài nhện trong họ Anyphaenidae.
Loài này thuộc chi Patrera. Patrera apora được Ralph Vary Chamberlin miêu tả năm 1916.